# Rolando Botello
Rolando Vicente Botello Garibaldo, noto semplicemente come Rolando Botello (Panama, 20 novembre 1991), è un calciatore panamense, centrocampista del Tauro e della Nazionale panamense.

## Caratteristiche tecniche
È un mediano.

## Carriera
Il 25 gennaio 2012 ha esordito con la Nazionale panamense disputando l'amichevole persa 1-0 contro gli Stati Uniti.

## Statistiche
Statistiche aggiornate al 28 gennaio 2019.

### Cronologia presenze e reti in nazionale
| Cronologia completa delle presenze e delle reti in nazionale ― Panama | Cronologia completa delle presenze e delle reti in nazionale ― Panama | Cronologia completa delle presenze e delle reti in nazionale ― Panama | Cronologia completa delle presenze e delle reti in nazionale ― Panama | Cronologia completa delle presenze e delle reti in nazionale ― Panama | Cronologia completa delle presenze e delle reti in nazionale ― Panama | Cronologia completa delle presenze e delle reti in nazionale ― Panama | Cronologia completa delle presenze e delle reti in nazionale ― Panama |
| Data                                                                  | Città                                                                 | In casa                                                               | Risultato                                                             | Ospiti                                                                | Competizione                                                          | Reti                                                                  | Note                                                                  |
| --------------------------------------------------------------------- | --------------------------------------------------------------------- | --------------------------------------------------------------------- | --------------------------------------------------------------------- | --------------------------------------------------------------------- | --------------------------------------------------------------------- | --------------------------------------------------------------------- | --------------------------------------------------------------------- |
| 25-1-2012                                                             | Panama                                                                | Panama                                                                | 0 – 1                                                                 | Stati Uniti                                                           | Amichevole                                                            | -                                                                     | 76’                                                                   |
| 17-4-2018                                                             | Couva                                                                 | Trinidad e Tobago                                                     | 0 – 1                                                                 | Panama                                                                | Amichevole                                                            | -                                                                     | 46’                                                                   |
| 28-1-2019                                                             | Glendale                                                              | Stati Uniti                                                           | 3 – 0                                                                 | Panama                                                                | Amichevole                                                            | -                                                                     | 71’                                                                   |
| 5-9-2019                                                              | Devonshire                                                            | Bermuda                                                               | 1 – 4                                                                 | Panama                                                                | CONCACAF Nations League 2019-2020 - 2º turno                          | -                                                                     |                                                                       |
| 8-9-2019                                                              | Panama                                                                | Panama                                                                | 0 – 2                                                                 | Bermuda                                                               | CONCACAF Nations League 2019-2020 - 2º turno                          | -                                                                     |                                                                       |
| 16-10-2019                                                            | Città del Messico                                                     | Messico                                                               | 3 – 1                                                                 | Panama                                                                | CONCACAF Nations League 2019-2020 - 2º turno                          | -                                                                     | 46’                                                                   |
| 25-2-2020                                                             | Managua                                                               | Nicaragua                                                             | 0 – 0                                                                 | Panama                                                                | Amichevole                                                            | -                                                                     |                                                                       |
| 4-3-2020                                                              | Città del Guatemala                                                   | Guatemala                                                             | 0 – 2                                                                 | Panama                                                                | Amichevole                                                            | -                                                                     |                                                                       |
| 11-6-2022                                                             | Montevideo                                                            | Uruguay                                                               | 5 – 0                                                                 | Panama                                                                | Amichevole                                                            | -                                                                     | 79’                                                                   |
| Totale                                                                |                                                                       | Presenze                                                              | 9                                                                     |                                                                       | Reti                                                                  | 0                                                                     |                                                                       |